# Виборчий округ 111
Виборчий округ 111 — виборчий округ в Луганській області, який внаслідок збройної агресії на сході України тимчасово перебуває під контролем терористичного угруповання «Луганська народна республіка», а тому вибори в ньому не проводяться. В сучасному вигляді був утворений 28 квітня 2012 постановою ЦВК №82 (до цього моменту існувала інша система виборчих округів). Внаслідок подій 2014 року в цьому окрузі вибори були проведені лише один раз, а саме парламентські вибори 28 жовтня 2012. Станом на 2012 рік окружна виборча комісія цього округу розташовувалась в Палаці культури імені Я. М. Свердлова за адресою м. Довжанськ, вул. Енгельса, 45.
До складу округу входять міста Довжанськ і Ровеньки, а також Довжанський та частина Антрацитівського району (територія на схід від міста Антрацит). Виборчий округ 111 межує з округом 54 на південному заході, з округом 110 на заході, з округом 108 і округом 110 на північному заході, з округом 104 і округом 109 на півночі та обмежений державним кордоном з Росією на сході, на південному сході і на півдні. Виборчий округ №111 складається з виборчих дільниць під номерами 440001-440006, 440008, 440014, 440021-440027, 440029-440034, 441016-441068 та 441092-441161.

## Народні депутати від округу
| Ім'я                      | Фото | Партія          | Скликання | Дата набуття повноважень | Дата припинення повноважень |
| ------------------------- | ---- | --------------- | --------- | ------------------------ | --------------------------- |
| Коваль Олександр Іванович |      | Партія регіонів | 7-ме      | 12 грудня 2012           | 27 листопада 2014           |

## Результати виборів
Кандидати-мажоритарники:
- Коваль Олександр Іванович (Партія регіонів)
- Гайдей Олександр Петрович (Комуністична партія України)
- Бондарєв Віктор Леонідович (Батьківщина)
- Степанець Олена Миколаївна (самовисування)
- Доровський Юрій Михайлович (УДАР)
- Баркасов Олексій Володимирович (Україна — Вперед!)
- Ільченко Костянтин Григорійович (самовисування)